# Hyalinobatrachium mondolfii
Espèce
Hyalinobatrachium mondolfii est une espèce d'amphibiens de la famille des Centrolenidae.

## Répartition
Cette espèce se rencontre :
- au Brésil dans les États d'Acre et du Pará ;
- au Guyana ;
- au Venezuela dans les États de Monagas et du Delta Amacuro du niveau de la mer à 100 m d'altitude ;
- en Colombie dans le département d'Amazonas ;
- en Bolivie dans le département de Pando.

## Étymologie
Cette espèce est nommée en l'honneur d'Edgardo Mondolfi (1918–1999).

## Publication originale
- Señaris & Ayarzagüena, 2001 : Una nueva especie de rana de cristal del género Hyalinobatrachium  (Anura: Centrolenidae) del Delta del Río Orinoco, Venezuela. Revista de Biología Tropical, vol. 49, p. 1083-1093.